# Буймерська волость
Буймерська волость — адміністративно-територіальна одиниця Лебединського повіту Харківської губернії.
Найбільше поселення волості станом на 1914 рік:
- село Буймер — 1169 мешканців.

Старшиної волості був Пономаренко Федот Карпович, волосним писарем — Степанко Роман Євстратович, головою волосного суду — Василенко Харитон Олексійович.